# Skvoš
Skvoš (engl. squash), igra u dvoje na zatvorenom igralištu, sa reketom dugačke drške i mekanom lopticom od kaučuka.

## Način igre
Skvoš je jedan od najbržih i najiscrpljujućih sportova. Budući da je teren mali, a lopta od kaučuka, ona brzo odskače i svom se brzinom vraća prema igračima (rekord: 242 km/h). Pauza između dve izmene udaraca ne sme preći 10 sekundi. Igrači koji pokušaju da uspore igru, zarade kaznene bodove. Postoje 4 kategorije loptica, zavisno od brzine kojom odskaču. Boja tačkice označava u koju kategoriju spada lopta. Ako je žuta, to znači da je spora, bela da je vrlo spora. Crvena boja označava brzu loptu, a plava vrlo brzu.

## Istorija
Skvoš vodi poreklo iz starije igre reketa koja se igrala u londonskim zatvorima u 19. veku. Kasnije, oko 1830. godine, dečaci u školi Harou primetili su da probušena lopta, koja bi se „zgnječila“ pri udaru o zid, pruža veću raznolikost igri. Igra se proširila i na druge škole. Prva igrališta izgrađena u školi Harou bila su opasna, jer su se nalazila u blizini vodovodnih cevi, potpora, dimnjaka i izbočina. Prirodni kaučuk je bio preferirani materijal za loptu. Studenti su modifikovali rekete kako bi imali manji domet i poboljšali sposobnost igranja u ovim skučenim uslovima. Godine 1864, škola je izgradila četiri spoljna terena.
U 20. veku igra je postala sve popularnija u raznim školama, klubovima i na terenima za skvoš privatnih individua, ali bez uslovljenih dimenzija. Prvi teren za skvoš u Severnoj Americi bio je u školi Svetog Pavla u Konkordu u državi Nju Hempšir 1884. Godine 1904. u Filadelfiji, Pensilvanija, formirano je najranije nacionalno udruženje skvoša na svetu, Američko udruženje rekete za skvoš, sada poznato kao US Skvoš. U aprilu 1907. godine Udruženje za tenis, reket i fajvs iz Kvinsa u Njujorku, koje je regulisalo ta tri sporta (fajvs su sličan sport koji koristi ruke umesto reketa), osnovalo je pododbor za postavljanje standarda za skvoš. Udruženje je 1912. objavilo pravila za skvoš,‍:38 kombinujući aspekte ova tri sporta. Godine 1912, brod Titanik je imao teren za skvoš u prvoj klasi, dostupan za 50 centi. Teren za skvoš prve klase nalazio se na G-palubi. Galerija za gledaoca je bila za jedan nivo viša, na F-palubi. Putnici su mogli da koriste teren jedan sat, osim ako drugi nisu čekali. Godine 1923, Kraljevski automobilski klub bio je domaćin sastanka na kojem se dalje diskutovalo o pravilima i propisima. Pet godina kasnije, Udruženje skvoša, danas poznato kao Engleski skvoš, osnovano je da postavi standarde igre u Velikoj Britaniji i na međunarodnom nivou.
Reketi za skvoš su se promenili na sličan način kao reketi za tenis. Osamdesetih godina konstrukcija je prešla sa laminiranog drveta na lakše materijale (poput aluminijuma i grafita) sa malim dodacima komponenata poput kevlara, bora i titanijuma. Prirodne žice od „creva“ takođe su zamenjene sintetičkim žicama. Prilagođavanje reketa za skvoš je takođe napredovalo tokom godina. Postoje prilagođene varijacije oblika glave reketa, ravnoteže reketa i težine reketa. Najčešća varijacija reketa za međunarodne pojedinačne igre je oblik suze (zatvorenog grla), ravnomerne ravnoteže i težine reketa od 130 g. Za hardoll dublove, najčešća varijacija je oblik glave otvorenog grla, ujednačenog balansa i težine reketa od 140 g.
Postoji nekoliko varijanti skvoša koji se igraju širom sveta, iako je međunarodna verzija sporta postala dominantna forma. U Sjedinjenim Državama, varijanta skvoša poznata kao hardbol tradicionalno se igrala sa tvrđom loptom i terenima različitih veličina. Hardbol skvoša je izgubio veliki deo popularnosti u Severnoj Americi (u korist međunarodne verzije). Postoji varijanta skvoša u dublu koju igraju četiri igrača. Postoji i varijanta skvoša nalik tenisu poznata kao skvoš tenis. Konačno, reketbol, sličan sport, igra se i u Sjedinjenim Državama.

## Način igre
Skvoš je jedan od najbržih, najiscrpljujućih, a prema časopisu Forbes i najzdraviji sport na svetu. Budući da je teren mali, a loptica od kaučuka, ona brzo odskakuje i svom se brzinom vraća prema igračima (rekord: 242 km/h). Postoje 4 kategorija loptica, zavisno od brzine kojom odskakuju. Loptice su crne boje, a kategorija loptice označava se tačkicom. Žuta tačkica označava vrlo sporu, a bela ili zelena sporu lopticu. Crvena boja označava lopticu srednje brzine, a plava vrlo brzu lopticu.

## Pravila igre
Navedena pravila pokrivaju većinu situacija koje nastaju u rekreativnoj igri. Na stranicama Svetskog saveza skvoša nalaze se potpuna pravila s detaljnim objašnjenjima.
Skvoš se igra na 3 dobijene igre (seta). Set u pravilu osvaja igrač koji prvi osvaja 11 bodova. Izuzetak nastupa u slučaju rezultata 10:10. Tada igru osvaja igrač koji prvi povede s dva poena razlike. Pri servisu igrač mora barem jednom nogom da stoji unutar servisnog polja. Servis je ispravan ako loptica pogodi prednji zid iznad servis linije, a ispod out linije, te padne u četvrtinu na suprotnoj strani (osim ako je primatelj ne udari pre toga).
Odabir igrača koji će servirati na početku meča vrši se vrtnjom reketa. Nakon toga uvek servira igrač koji je osvojio poslednji poen. Sve dok isti igrač osvaja poene dužan je da menja stranu s koje servira. Na početku svakog seta i kod promene servera, isti može birati s koje će strane servirati. Nakon servisa lopta pre nego takne pod mora udariti u prednji zid iznad letvice. Pri tome je dozvoljeno da se koristi bočni kao i stražnji zid. Pre svakog udarca lopta sme da padne najviše jednom na pod. Udarac mora biti obavljen tako da lopta nije nošena ili dvaput dotaknuta reketom. Neretko se u igri događaju bliski kontakti među igračima. U takvim se situacijama ne postupa uvek jednako:
- Ako igrač zasmeta svom protivniku pri kretanju prema lopti, dosuđuje se LET (izmena se ponavlja).
- Ako igrač zasmeta protivniku dosuđuje se STROKE (udarač osvaja poen).
- Ako se u trenutku udarca protivnik nalazi između lopte i prednjeg zida dosuđuje se STROKE. Udarač u takvoj situaciji radi protivnikove sigurnosti ne sme da udari loptu.
- Ako se protivnik opravdano boji da udari loptu, jer bi moglo doći do kontakta ili ne zna položaj protivnika dosuđuje se LET.
- Ako je ometanje minimalno dosuđuje se NO LET (izmena se ne ponavlja i njen rezultat ostaje važeći).
- Ako se procenjuje da igrač ne bi stigao loptu bez obzira na smetnju dosuđuje se NO LET.
- Ako je igrač nastavio s igrom nakon kontakta dosuđuje se NO LET.
- U slučaju da igrač pri udarcu dotakne reketom protivnikov reket ili odeću, automatski osvaja poen (STROKE).

## Teren
Teren za skvoš je površina okružena s četiri zida. Podna površina je podeljena po pola na prednju i stražnju. Stražnja strana je dodatno razdvojena na levu i desnu stranu. Podna površina je tako podeljena u 3 dela: prednja polovina, stražnja leva četvrtina i stražnja desna četvrtina. Obe stražnje četvrtine sadrže servisne prostore.
Teren je okružen s četiri zida i to prednji, dva bočna te stražnji zid. Stražnji zid je stakleni kako bi sudije i publika mogli da prate meč. Postoje i tereni koji su kompletno napravljeni od stakla tzv. „stakleni teren”. Gornja linija koja prolazi duž vrha prednjeg zida, spuštajući se duž bočnih zidova do stražnjeg zida označava „out”. Donja linija prednjeg zida naziva se 'tin', a nalazi se na visini od pola metra takođe označava „out”. Srednja linija zadnjeg zida naziva se servisna linija.
|        | Dimenzije | +/-  |
| ------ | --------- | ---- |
| Dužina | 9750mm    | 10mm |
| Širina | 6400mm    | 10mm |
| Visina | 5640mm    |      |

## Širom sveta
Prema podacima Svetske federacije za skvoš, u svetu postoji oko 50.000 terena za skvoš, a 188 zemalja i teritorija ima najmanje jedan teren. Engleska je imala najveći broj od 8.500. Ostale zemlje sa više od 1.000 terena, prema padajućem redosledu brojnosti, bile su Nemačka, Egipat, Sjedinjene Američke Države, Australija, Južna Afrika, Kanada, Malezija, Francuska, Holandija i Španija. Danas Sjedinjene Države imaju najbrže rastuće učešće u skvošu. Procenjuje se da širom sveta ima 20 miliona igrača skvoša.
Prema podacima od novembra 2019. godine, bilo je igrača iz osamnaest zemalja u prvih pedeset svetske rang liste za muškarce, pri čemu je Egipat dominirao sa petnaest igrača, od kojih je šest bilo u prvih deset, uključujući rangove od prvog do četvrtog. Slično tome, na svetskoj rang listi žena nalazile su se igračice iz šesnaest zemalja, koje je opet predvodio Egipat zauzimajući trinaest mesta od prvih pedeset, dok je držao mesta od prvog do četvrtog na svetu.
Turneju muških i ženskih profesionalnih skvoš asocijacija, muške i ženske rang liste vodi Profesionalna skvoš asocijacija (PSA).
Profesionalna skvoš tura je turneja sa sedištem u Sjedinjenim Državama.

### Šire prihvatanje
Skvoš se redovno pojavljuje na multisportskim događajima na Komonveltskim igrama i Azijskim igrama od 1998. Skvoš je takođe redovan sport na Panameričkim igrama od 1995. Igrači i udruženja skvoša dugo godina lobiraju da taj sport bude uvršten u Olimpijske igre, mada za sada bezuspešno. Skvošu je malo nedostajalo da bude prihvaćen na Igrama u Londonu 2012. i Igrama u Rio de Žaneiru 2016. (nije se plasirao jer je MOK skupština odlučila da doda golf i ragbi u olimpijski program). Skvoš je takođe izostavljen iz Olimpijskih igara 2020. Na 125. MOK zasedanju u Buenos Airesu, MOK je glasao za rvanje umesto za skvoš ili bejzbol/softbol. Uobičajeni razlog za neuspeh ovog sporta u usvajanju za olimpijsko takmičenje je što je gledaocima teško da prate radnju, posebno putem televizije. Prethodni prvoplasirani igrač na svetu Peter Nikol izjavio je da je verovao da je skvoš imao „vrlo realnu šansu“ da bude dodat na listu olimpijskih sportova za Olimpijske igre 2016, ali je na kraju izgubio u korist golfa i ragbija sedam.
Skvoš je bio prihvaćen kao demonstrativni sport za Letnje olimpijske igre mladih 2018. Svetska federacija skvoša se nada da će ovo uključivanje stvoriti snažnu osnovu za potencijalno uključivanje na Letnjim olimpijskim igrama 2024. godine.

## Literatura
- Bellamy, Rex (1978). The Story of Squash. Cassell Ltd, London. ISBN 0-304-29766-6.
- Palmer, Michael (1984). Guinness Book of Squash. Guinness Superlatives Ltd, London. ISBN 0-85112-270-1.
- „Rules of Squash”. ussquash.com. US Squash. 25. 9. 2008. Архивирано из оригинала 17. 10. 2018. г. Приступљено 10. 10. 2018.
- „squash a glimpse of its colorful history”. winningsquash.com. winning squash. 17. 3. 2019. Приступљено 25. 3. 2019.
- Satterthwaite, Frank (1979). The three-wall nick and other angles: a squash autobiography. New York: Holt, Rinehart, and Winston. ISBN 0-03-016666-7.
- Zug, James; Plimpton, George (2003). Squash: a history of the game.. New York: Scribner.  0-7432-2990-8.

## Spoljašnje veze
- Skvoš на веб-сајту  (језик: енглески)
- World Squash Federation official website